# Renzo Gracie
Renzo Gracie (Río de Janeiro, 11 de marzo de 1967) es un artista marcial mixto brasileño, miembro de la legendaria familia Gracie. Hijo de Robson Gracie, nieto de Carlos Gracie y hermano de Ralph Gracie y Ryan Gracie. Es cinturón negro en Jiu-Jitsu Brasileño bajo Carlos Gracie Jr.
Gracie ha entrenado a un número de peleadores profesionales como: Matt Serra, Ricardo Almeida, Georges St-Pierre, Frankie Edgar, Rolles Gracie, Chris Weidman, Kyra Gracie y Roy Nelson. Sus hermanos Ralph Gracie y el fallecido Ryan Gracie también eran famosos luchadores.

## Academia Renzo Gracie
Renzo es el instructor principal en la academia que lleva su nombre en Midtown, Manhattan en Nueva York. Muchos de los mejores luchadores conocidos en BJJ y MMA han sido entrenados por Renzo, incluido los cinturones negros de BJJ Rodrigo Gracie, Matt Serra, Ricardo Almeida y Sean Álvarez.
También tiene otra escuela en Ottawa (Canadá) y en Lima, Perú. El maestro e instructor es Cooligan y en Perú es Roberto Descailleaux quienes se encargan de dirigir su academia.
Renzo también ha escrito un libro manual de Jujitsu, llamado "Mastering Jujitsu", con su compañero entrenador John Danaher.

## Carrera en artes marciales mixtas
Gracie ha competido tanto en eventos de Jiu-Jitsu brasileño y artes marciales mixtas, incluyendo PRIDE Fighting Championships, International Fight League, RINGS, Martial Arts Reality Superfighting (MARS) y the World Combat Championship.

### Ultimate Fighting Championship
Gracie se enfrentó a Matt Hughes el 10 de abril de 2010 en UFC 112. Gracie perdió la pelea por nocaut técnico en la tercera ronda.

### PRIDE Fighting Championships
Gracie ha disputado 8 combates en la organización japonesa, obteniendo un récord de 3 victorias, 4 derrotas y 1 empate.

## Vida personal
Gracie vive en el Municipio de Holmdel, Nueva Jersey. Él y su esposa Cristina tienen tres hijos, Catarina, Cora y Ruran. Él tiene once hermanos y hermanas, entre ellos Carlos Gracie, Flavia Gracie (la madre de Kyra Gracie), Ralph Gracie y el fallecido Ryan Gracie.

## Campeonatos y logros
- World Combat Championship
  - Torneo WCC 1 (Campeón)

## Récord en artes marciales mixtas
| Resultado     | Récord     | Oponente              | Método                               | Evento                              | Fecha                    | Ronda | Tiempo | Localización                  | Notas |
| ------------- | ---------- | --------------------- | ------------------------------------ | ----------------------------------- | ------------------------ | ----- | ------ | ----------------------------- | ----- |
| Derrota       | 13–7–1 (1) | Matt Hughes           | TKO (patadas a las piernas y golpes) | UFC 112                             | 10 de abril de 2010      | 3     | 4:40   | Abu Dhabi                     |       |
| Victoria      | 13–6–1 (1) | Frank Shamrock        | Descalificación (oponente caído)     | EliteXC: Destiny                    | 10 de febrero de 2007    | 2     | 2:00   | Southaven, Misisipi           |       |
| Victoria      | 12–6–1 (1) | Carlos Newton         | Decisión (dividida)                  | IFL: World Team Championships       | 29 de diciembre de 2006  | 3     | 4:00   | Uncasville, Connecticut       |       |
| Victoria      | 11–6–1 (1) | Pat Miletich          | Sumisión (guillotine choke)          | IFL: Gracie vs. Miletich            | 23 de septiembre de 2006 | 1     | 3:37   | Moline, Illinois              |       |
| Derrota       | 10–6–1 (1) | B.J. Penn             | Decisión (unánime)                   | K-1 World Grand Prix 2005 in Hawaii | 29 de julio de 2005      | 3     | 5:00   | Honolulu, Hawaii              |       |
| Derrota       | 10–5–1 (1) | Carlos Newton         | Decisión (dividida)                  | PRIDE Bushido 1                     | 5 de octubre de 2003     | 2     | 5:00   | Saitama                       |       |
| Derrota       | 10–4–1 (1) | Shungo Oyama          | Decisión (unánime)                   | PRIDE 21                            | 23 de junio de 2002      | 3     | 5:00   | Saitama                       |       |
| Victoria      | 10–3–1 (1) | Michiyoshi Ohara      | Decisión (unánime)                   | PRIDE 17                            | 3 de noviembre de 2001   | 3     | 5:00   | Tokio                         |       |
| Derrota       | 9–3–1 (1)  | Dan Henderson         | KO (golpe)                           | PRIDE 13                            | 25 de marzo de 2001      | 1     | 1:40   | Saitama                       |       |
| Derrota       | 9–2–1 (1)  | Kazushi Sakuraba      | Sumisión (kimura)                    | PRIDE 10                            | 27 de agosto de 2000     | 2     | 9:43   | Saitama                       |       |
| Derrota       | 9–1–1 (1)  | Kiyoshi Tamura        | Decisión (unánime)                   | Rings: King of Kings 1999 Final     | 26 de febrero de 2000    | 2     | 5:00   | Tokio                         |       |
| Victoria      | 9–0–1 (1)  | Maurice Smith         | Sumisión (armbar)                    | Rings: King of Kings 1999 Block B   | 22 de diciembre de 1999  | 1     | 0:50   | Osaka                         |       |
| Victoria      | 8–0–1 (1)  | Wataru Sakata         | Sumisión (armbar)                    | Rings: King of Kings 1999 Block B   | 22 de diciembre de 1999  | 1     | 1:25   | Osaka                         |       |
| Victoria      | 7–0–1 (1)  | Alexander Otsuka      | Decisión (unánime)                   | PRIDE 8                             | 21 de noviembre de 1999  | 2     | 10:00  | Tokio                         |       |
| Victoria      | 6–0–1 (1)  | Sanae Kikuta          | Sumisión (guillotine choke)          | PRIDE 2                             | 15 de marzo de 1998      | 6     | 0:43   | Yokohama                      |       |
| Empate        | 5–0–1 (1)  | Akira Shoji           | Empate                               | PRIDE 1                             | 11 de octubre de 1997    | 3     | 10:00  | Tokio                         |       |
| Sin resultado | 5–0 (1)    | Eugenio Tadeu         | Sin resultado                        | Pentagon Combat                     | 27 de septiembre de 1997 | 1     | 14:45  | Brasil                        |       |
| Victoria      | 5–0        | Oleg Taktarov         | KO (patada alta)                     | Martial Arts Reality Superfighting  | 22 de noviembre de 1996  | 1     | 1:02   | Birmingham, Alabama           |       |
| Victoria      | 4–0        | James Warring         | Sumisión (ezekiel choke)             | WCC 1: First Strike                 | 17 de octubre de 1995    | 1     | 2:47   | Charlotte, Carolina del Norte |       |
| Victoria      | 3–0        | Phil Benedict         | Sumisión (golpes)                    | WCC 1: First Strike                 | 17 de octubre de 1995    | 1     | 2:08   | Charlotte, Carolina del Norte |       |
| Victoria      | 2–0        | Ben Spijkers          | Sumisión (lapel choke)               | WCC 1: First Strike                 | 17 de octubre de 1995    | 1     | 2:38   | Charlotte, Carolina del Norte |       |
| Victoria      | 1–0        | Luiz Augusto Alvareda | Sumisión (rear-naked choke)          | Desafío: Gracie Vale Tudo           | 1 de enero de 1992       | 1     | 7:03   | Río de Janeiro                |       |